# Vietnampåfågelfasan
Vietnampåfågelfasan (Polyplectron germaini) är en fågel i familjen fasanfåglar inom ordningen hönsfåglar.

## Utseende
Vietnampåfågelfasanen är en relativt mörk medlem av släktet, med en kroppslängd på 56-60 cm för hanen och 48 cm för honan. Den är mindre och mörkare än grå påfågelfasan, med mindre, tätare och ljusare teckningar samt mörkare och mer grönblå ögonformade fläckar på stjärten som ofta ter sig mörklila. På huvud och hals är den mycket mörkare, med tydligare ljusa band och matt blodröd bar hud i ansiktet. Vidare saknar den tofs och vitt är begränsat till övre delen av strupen.
Även honan är tydligt mörkare och därtill mer enhetligt färgad än hona grå påfågelfasan, med mindre, rätt spetsiga och mycket tydligare avgränsade ögonformade fläckar på ovansidan. Den saknar även tydlig fjällning på ovansidan och huvudet är tydligare ljust bandat eller fläckat, med vitt liksom hos hanen begränsat till övre delen av strupen.

## Utbredning och systematik
Vietnampåfågelfasan förekommer i ett fåtal fuktskogar i södra Vietnam. Den behandlas som monotypisk, det vill säga att den inte delas in i några underarter.

## Status och hot
Vietnampåfågelfasan har en liten världspopulation bestående av färre än 10 000 vuxna individer. Den tros också minska i antal till följd av habitatförlust och jakt, framför allt fångst med snaror. Internationella naturvårdsunionen IUCN kategoriserar den som sårbar.

## Namn
Fågelns vetenskapliga artnamn hedrar Louis Rodolphe Germain (1827-?1917), fransk veterinärkirurg verksam i Indokina 1862-1867. Fram tills nyligen kallades den Germains påfågelfasan även på svenska, men justerades 2022 till ett enklare och mer informativt namn av BirdLife Sveriges taxonomikommitté.

## Bildgalleri

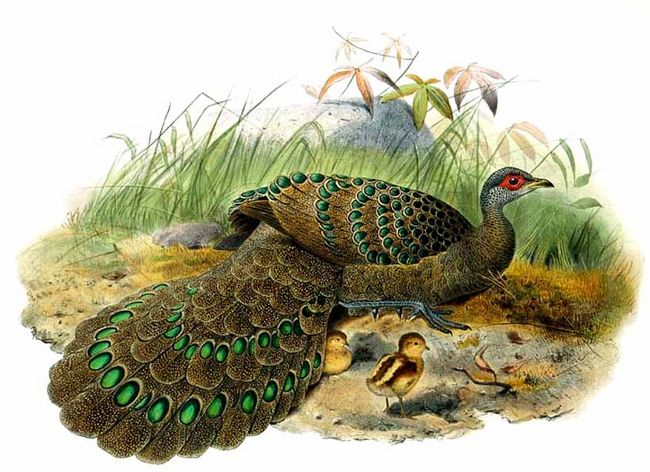
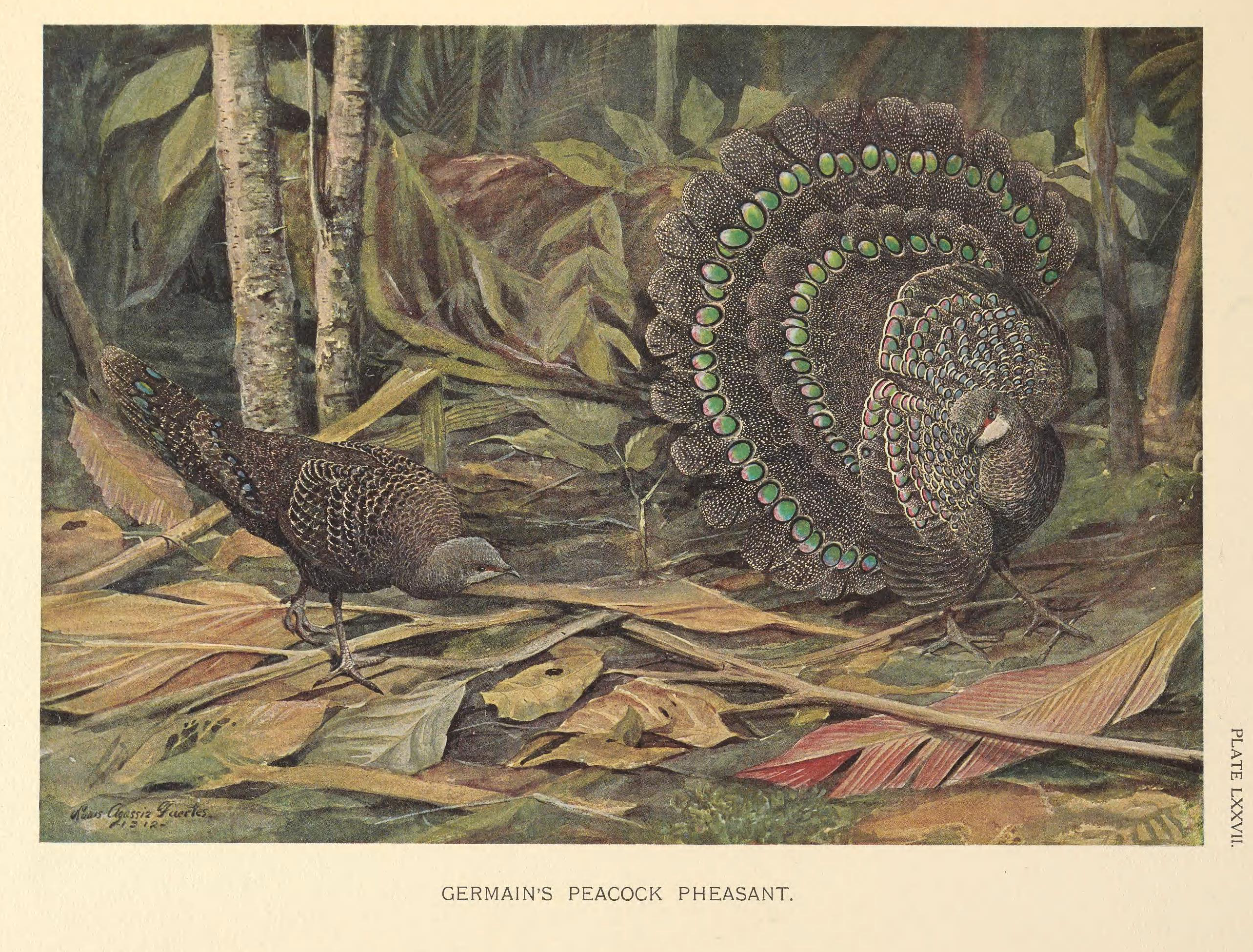